# Union postale de l'Asie et du Pacifique
L'Union postale de l'Asie et du Pacifique, en anglais : Asian-Pacific Postal Union (APPU) fut formée (sous sa forme actuelle) par un traité international par le biais d'une Convention postale Asie-Pacifique signée à Yogyakarta le 27 mars 1981. L'organisation a des origines remontant à 1961.
Le but de l'union est d'étendre, de faciliter et d'améliorer les relations postales, et de promouvoir la coopération dans le domaine des services postaux entre les pays membres ; actuellement 32. C'est une union restreinte, telle que définie par l'article 8 de l'Union postale universelle, servant à coordonner les services postaux dans la région.
| Afghanistan | Australie                 | Bangladesh   | Bhoutan          |
| Bahreïn     | Cambodge                  | Chine        | Fidji            |
| Inde        | Indonésie                 | Iran         | Japon            |
| Laos        | Malaisie                  | Maldives     | Mongolie         |
| Birmanie    | Nauru                     | Népal        | Nouvelle-Zélande |
| Pakistan    | Papouasie-Nouvelle-Guinée | Philippines  | Corée du Sud     |
| Samoa       | Singapour                 | Îles Salomon | Sri Lanka        |
| Thaïlande   | Tonga                     | Vanuatu      | Viêt Nam         |

## Asian-Pacific Postal College
L'APPU gère également l'Asian-Pacific Postal College (APPC) fondé en 1970 pour soutenir la formation et le développement du personnel postal des États membres. L'APPC est également basée à Bangkok.